# Otto Steppes
Otto Steppes (* 11. November 1882 in Nürnberg; † 12. Juni 1984 in Hamburg) war ein deutscher Nautiker und Seefahrtschuldirektor.

## Leben
Otto Steppes besuchte das humanistische Gymnasium in Bamberg. Nach dem Abitur studierte er Mathematik, Physik und Astronomie an der Ludwig-Maximilians-Universität München. Während des Studiums weckten nautische Lehrbücher, insbesondere Arthur Breusings Buch Steuermannskunst, sein Interesse an der Navigation. Er schloss sein Studium mit der staatlichen Prüfung für das Lehramt an höheren Schulen ab. Danach diente er beim Königlich Bayerischen 5. Infanterie-Regiment „Großherzog Ernst Ludwig von Hessen“ in Bamberg.
Zum 1. April 1906 trat Steppes seine erste Stelle als Lehrer an der Großherzoglich Oldenburgischen Navigationsschule in Elsfleth an. Er reiste 1908/09 als Kadettenlehrer auf Herzogin Sophie Charlotte des Norddeutschen Lloyd erstmals um Kap Hoorn zur Westküste Südamerikas über Australien und zurück ums Kap Hoorn nach Hull. Bald darauf reiste auf Einladung des Norddeutschen Lloyd in die Vereinigten Staaten.
Er diente von 1914 bis 1917 an der Westfront, wo er als Kompanieführer und Adjutant eines Infanterieregimentes in britische Gefangenschaft kam. 1919 kehrte er nach Elsfleth zurück, wo er 1920 seine Tätigkeit an der Seefahrtschule wieder aufnahm. In den Jahren 1921/22 übernahm er zunächst eine kommissarische Stelle als Direktor der Seefahrtschule Geestemünde und führte danach erneut seine Arbeit in Elsfleth weiter. 1925 trat er die Nachfolge von Friedrich Bolte als Direktor an der Seefahrtschule Hamburg an. 1928 gründete Steppes im Auftrag der Deputation für Handel und Gewerbe die Staatliche Seefahrtschule Cuxhaven als Zweiganstalt der Hamburger Seefahrtschule. Auf Bitte des betreffenden Referenten im Reichsverkehrsministerium richtete Steppes 1934 an der Seefahrtschule Prüfungen für Sportseeschiffer und Sporthochseeschiffer ein, wobei er sowohl diese neuen Begriffe schuf als auch die nötigen Prüfungsbestimmungen ausarbeitete. Am 1. Oktober 1948 gab Steppes aufgrund des Erreichens der Altersgrenze die Leitung der Hamburger Seefahrtschule ab und trat in den Ruhestand, wobei er in den folgenden Jahrzehnten auf seinem Wissensgebiet weiterarbeitete und Vorträge hielt.
Seit den 1920er Jahren gab Steppes zahlreiche Lehrbücher heraus. Besonders herausragend war hier das mit Heinrich Meldau herausgegebene Lehrbuch der Navigation – dieses unter Seefahrtschülern als „Das blaue Wunder“ bekannte Werk erschien in zahlreichen Auflagen und trug erheblich zur Vereinheitlichung der nautischen Ausbildung bei.
Otto Steppes war Ehrenmitglied des Nautischen Vereins zu Hamburg, dessen Vorsitz er über 20 Jahre hatte, Mitglied der Vereinigung der Kap Hoorniers sowie der Studentenverbindungen Hansea in Hamburg, Visurgis und Roter Sand in Elsfleth. Außerdem erhielt die Seewart-Medaille in Silber.

## Werke
- mit Heinrich Meldau: Mathematik für Seefahrtschulen. Verlag G. Winter, Bremen 1921, 1927
- mit Ernst Wendt: Mathematische Aufgaben für Seefahrtschulen. G. Winters Buchhandlung, Bremen 1930
- mit Heinrich Meldau: Lehrbuch der Navigation. Verlag G. Winter, Bremen 1931
- mit Heinrich Meldau: Mathematische Aufgaben für Seefahrtschulen. Geist Verlag, Bremen, 1935, 1941, 1944
- mit Heinrich Meldau und z. T. Peter Kaltenbach: Lehrbuch der Navigation. Geist Verlag, Bremen 1931, 1935, 1954, 1958
- mit Heinrich Meldau: Funkpeilwesen. Geist Verlag, Bremen 1935
- mit E. Gundelach: Mathematik für Nautiker. Geist Verlag, Bremen 1944, 1958
- mit Otto Fulst und Gerhard Zwiebler: Nautische Tafeln. Geist Verlag, Bremen 1952
- Cornelis Anthonisz, Onderwijsinge van der zee. Verlag Die Bake, Juist 1966